# Jagdschlössl Weinetsberg

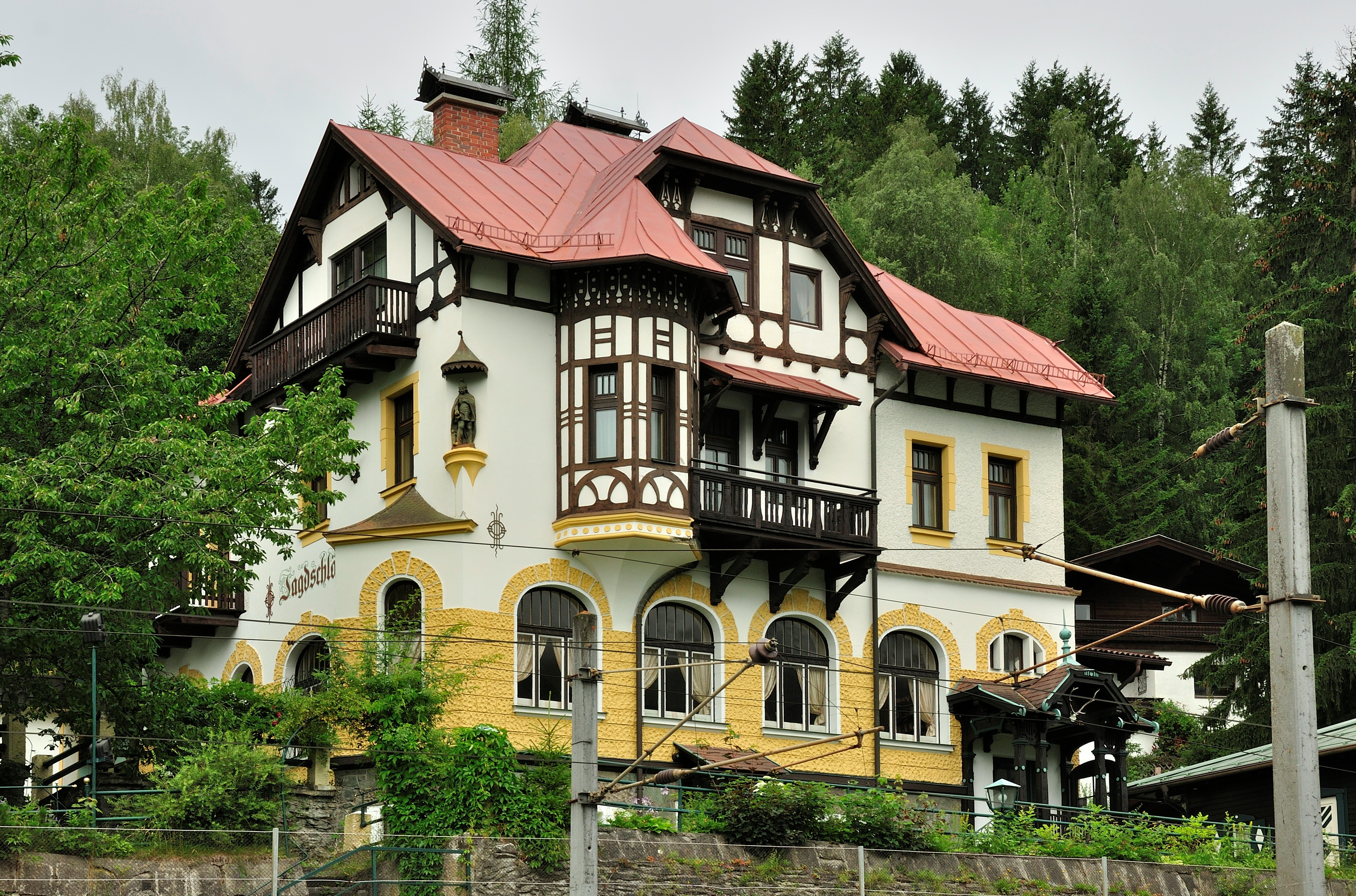
Jagdschlössl Weinetsberg

Das sogenannte Jagdschlössl Weinetsberg befindet sich in der Marktgemeinde Bad Hofgastein im Land Salzburg und steht unter Denkmalschutz (Listeneintrag).

## Geschichte

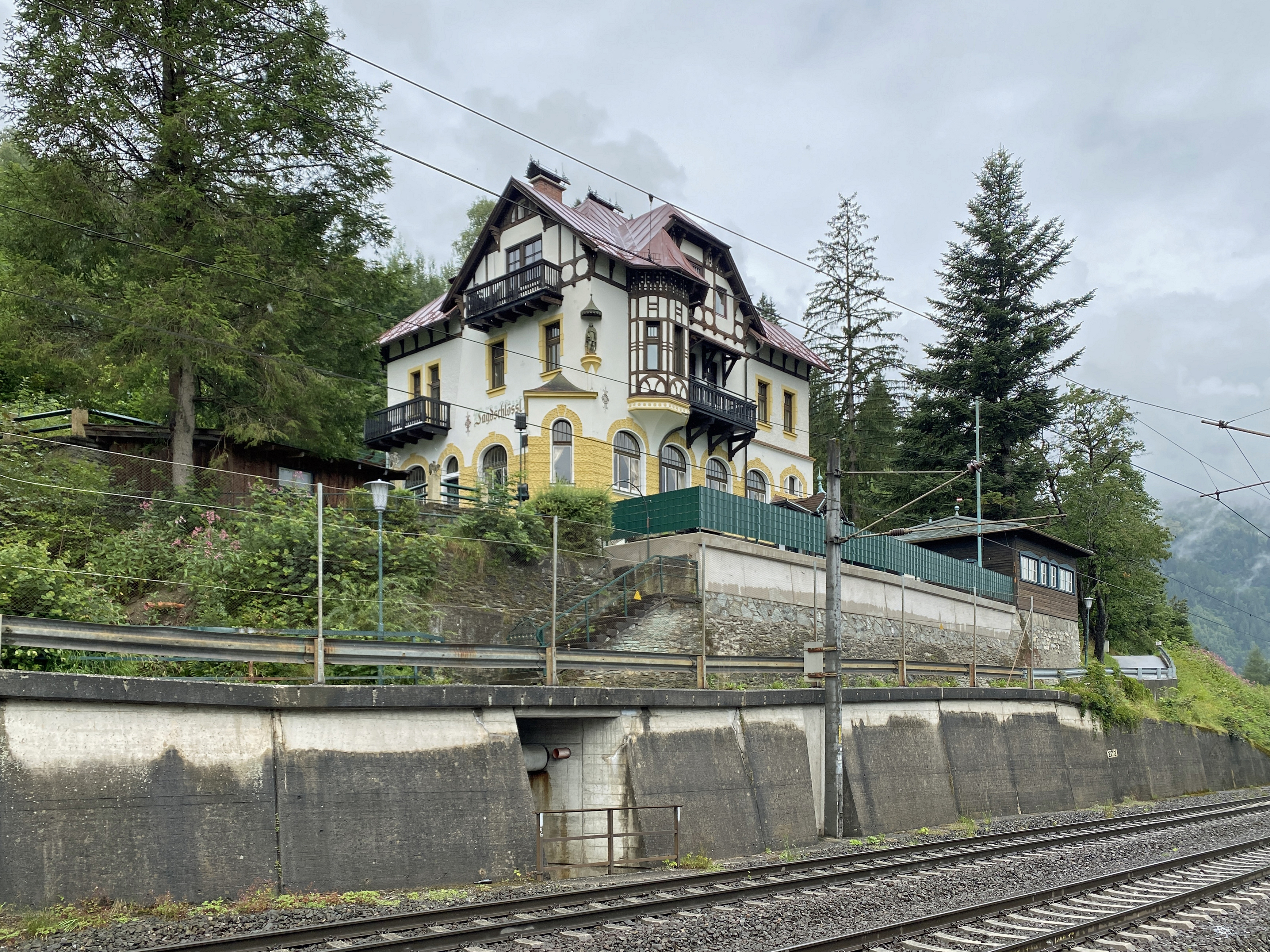
Strecke der Tauernbahn unterhalb des Jagdschlössls

Das Landhaus wurde im Jahr 1904/05 im Ortsteil Weinetsberg oberhalb der im Bau befindlichen Tauernbahn errichtet. Das kurze Zeit als Tivoli bezeichnete Gebäude war damals mit 12 Zimmern und einem Salon ausgestattet.
In den 1970er-Jahren befand sich eine Diskothek bzw. ein Tanz- und Nachtlokal im Haus.
Ein danach noch betriebenes Restaurant wurde in den 1990er-Jahren geschlossen.
Seither wird das Gebäude nur noch privat genutzt.

## Beschreibung
Das zweigeschoßige Gebäude mit Mansarde besitzt einen Treppenturm im Norden. Die dem Gasteinertal zugewandte Ostseite ist im Obergeschoß mit Balkon und Erker versehen.
An der Südostecke befindet sich unter einem Baldachin eine Figur des hl. Florian, die um 1910 geschaffen wurde. 